# احمدآباد (زبرخان)
احمدآباد یک روستا در ایران است که در بخش زبرخان شهرستان نیشابور واقع شده‌است. احمدآباد ۴۰۰ نفر جمعیت دارد.وسعت این روستا در سال ۱۴۰۳( ‫۳۴۷٬۰۸۴٫۱۳ متر مربع) بوده است. روستای احمدآباد در دهه فاطمیه عزاداری می کند. 